# Andreas Schelfhout

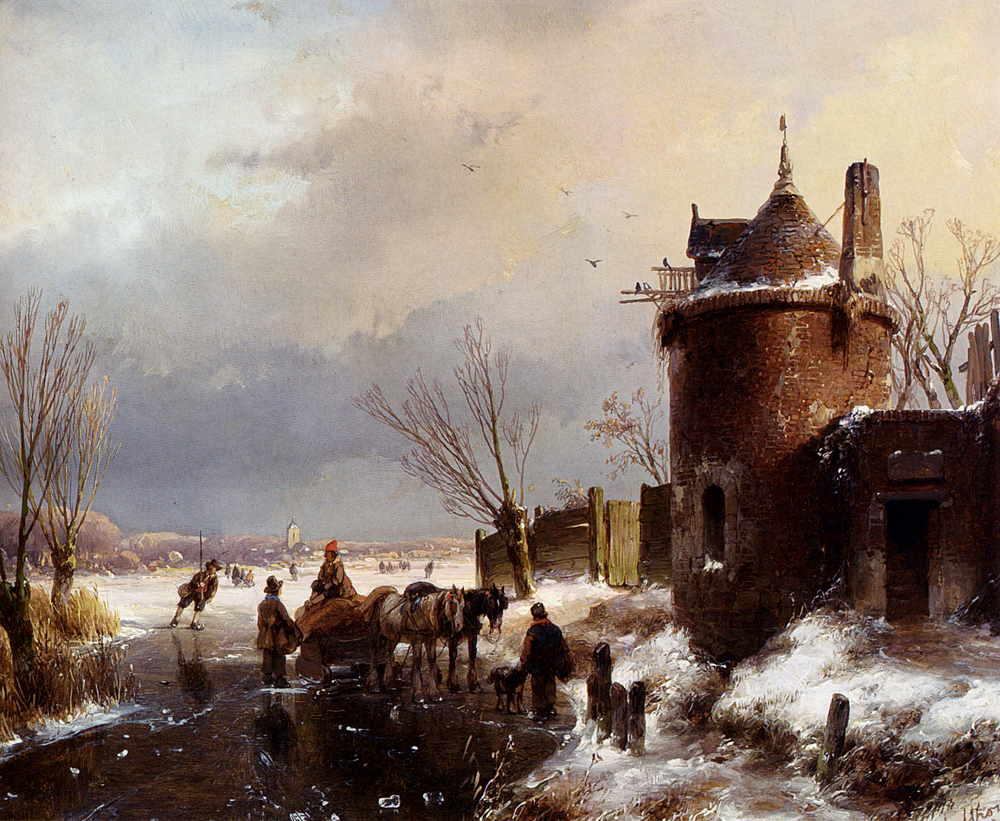
Pejzaż zimowy (1849 r.)

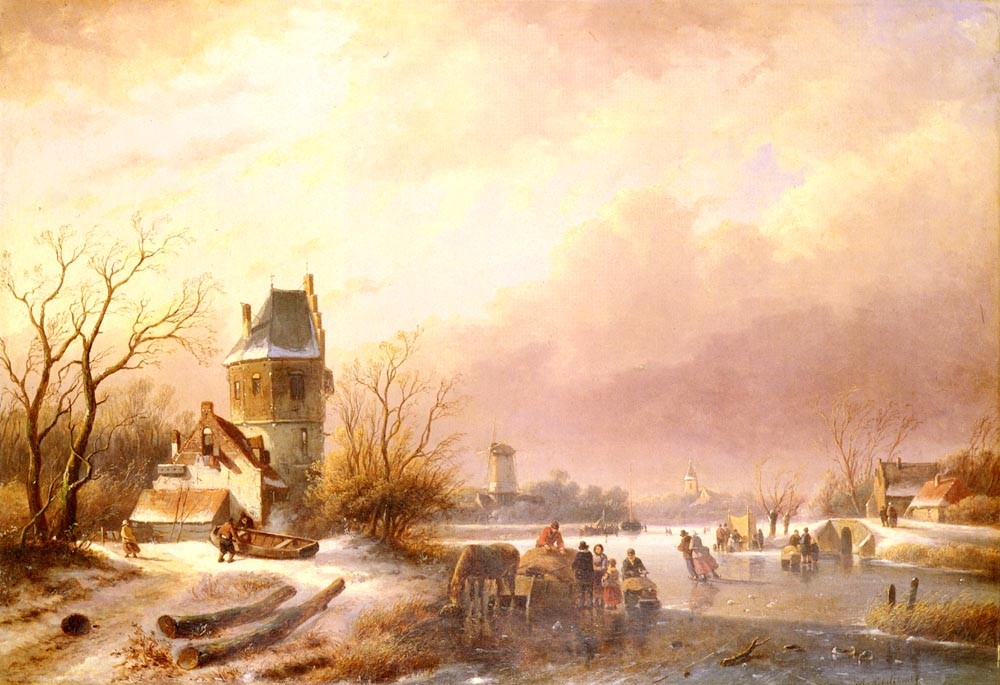
Łyżwiarze na zamarzniętej rzece (1850 r.)

Andreas Schelfhout (ur. 16 lutego 1787 w Hadze, zm. 19 kwietnia 1870 tamże) – holenderski malarz, rytownik i litograf. Był jednym z czołowych przedstawicieli romantycznego malarstwa pejzażowego w Holandii i prekursorem Szkoły haskiej.

## Życiorys
Do 24. roku życia pracował u swojego ojca, który zajmował się wykonywaniem ram do obrazów. Gdy w 1811 r. wystawił z powodzeniem kilka niewielkich pejzaży, ojciec zdecydował się umożliwić mu naukę u malarza dekoratora Joannesa Breckenheimera (1772-1856). Schelfhout studiował samodzielnie XVII-wiecznych mistrzów krajobrazu, takich jak Meindert Hobbema i Jacob van Ruisdael i od 1815 r. rozpoczął samodzielną działalność.
Artysta malował początkowo sceny letnie, wybrzeża morskie, plaże i zwierzęta, jednak powodzenie scen zimowych skłoniło go do skoncentrowania się na tym tej tematyce. Pomimo że wielokrotnie malował podobne sceny, jego kolejne obrazy odznaczają się świeżością pomysłów i kompozycji. Posługiwał się techniką olejną, wykonywał też akwarele, ryciny i litografie. Jego prace inspirowane były twórczością Hendricka van Avercampa (tematyka) i Philipsa de Konincka (kompozycja).
W 1818 r. Schelfhout został członkiem Królewskiej Akademii Sztuk Pięknych w Amsterdamie, co zapoczątkowało jego błyskotliwą karierę. Wystawiał w Holandii i poza jej granicami. Podejmował podróże, których celem było zapoznanie się z nowymi nurtami w sztuce i osiągnięciami innych malarzy. W 1833 r. był we Francji, a w 1835 r. wyjechał do Anglii głównie by obejrzeć prace Johna Constable’a. Pod wpływem podróży i zagranicznych studiów artysta modyfikował swoją technikę i w latach 30. XIX wieku radykalnie rozjaśnił paletę, wprowadził też szereg nowych motywów w swoich dziełach.
Andreas Schelfhout był również cenionym pedagogiem, wykształcił wielu znanych malarzy, wśród jego uczniów byli m.in. Johan Hendrik Weissenbruch, Johan Jongkind (późniejszy prekursor impresjonizmu), Charles Leickert, Jan Willem van Borselen, Nicholas Roosenboom, Willem Troost, amerykański malarz należący do Hudson River School Louis Rémy Mignot i jego szwagier Wijnand Nuyen.
Schelfhout zmarł w 1870 r., pochowany został na cmentarzu Eik en Duinen w Hadze. Jego śmierć wywołała głębokie wrażenie na środowisku artystycznym miasta, razem z malarzem odchodził bowiem romantyzm. Prace artysty są eksponowane w licznych muzeach i galeriach m.in. w Rijksmuseum w Amsterdamie, Teylers Museum w Haarlemie, National Gallery w Londynie i Museum Boijmans Van Beuningen w Rotterdamie. W zbiorach polskich znajduje się obraz pt. Park w Hadze w Muzeum w Nysie.